# شون لويس
شون لويس (بالإنجليزية: Sean Lewis)‏ (17 أبريل 1992 بروكفورد في الولايات المتحدة - ) هو لاعب كرة قدم أمريكي في مركز حراسة المرمى.

## وصلات خارجية
- شون لويس على موقع قاعدة بيانات كرة القدم.إي يو (الإنجليزية)